# Matriz de análise do raio de transferência
A matriz de análise de raio de transferência  (também conhecida como  matriz ABCD de análise) é um tipo de traçado do raio usado em muitos sistemas de óptica, em particular com lasers.. Esse sistema é bastante utilizado para o estudo do caminho que a luz percorre, uma vez que ao determinarmos essa matriz, basta multiplicarmos esta, por um vetor, que representa o raio de luz. É uma análise semelhante ao usado no acelerador de partículas.
A técnica descrita abaixo, utiliza a aproximação paraxial  de raios ópticos, para isso, assumimos  que todos os raios são de pequenos ângulos  (θ em radianos) e para pequenas distâncias (x) em relação ao eixo óptico do sistema.

## Definição da matriz do raio de transferência

Na matriz do raio de transferência, o elemento óptico faz a transformação entre no plano de entranda e quando o raio passa pelo plano de saída

TA técnica do traçado do raio é baseada em duas referências planas, chamadas de planos de entrada e saída , cada uma perpendicular com o eixo óptico do sistema.  Sem perda de generalidade, nós iremos definir o eixo óptico de modo que ele coincida com o eixo zde um sistema coordenadas fixas. O raio de luz entra no sistema quando este cruza o plano de entrada com uma distância x1 do eixo óptico, enquanto a luz viaja na direção que forma um ângulo θ1 com o eixo óptico. Após uma certa distância percorrida, o raio irá cruzar o plano de saída, teremos agora a distânciax2 do eixo óptico, e formando também um ângulo θ2.  n1 e n2 são os indices de refração dos planos de entrada e saída, respectivamente.
Podemos equacionar isso da seguinte forma:
{\displaystyle {x_{2} \choose \theta _{2}}={\begin{pmatrix}A&B\\C&D\end{pmatrix}}{x_{1} \choose \theta _{1}},}
Onde,
{\displaystyle A={x_{2} \over x_{1}}{\bigg |}_{\theta _{1}=0}\qquad B={x_{2} \over \theta _{1}}{\bigg |}_{x_{1}=0},}
E,
{\displaystyle C={\theta _{2} \over x_{1}}{\bigg |}_{\theta _{1}=0}\qquad D={\theta _{2} \over \theta _{1}}{\bigg |}_{x_{1}=0}.}
Isto refere-se ao vetor do raio, tanto de entrada, como de saída, da matriz do raio de transferência (RTM) M, que representa o sistema óptico entre os dois planos.  A termodinâmica argumenta, baseada no corpo negro que a radiação pode ser usada para mostrar que esse  determinante do RTM é a razão dos índices de refração:
{\displaystyle \det(\mathbf {M} )=AD-BC={n_{1} \over n_{2}}.}
Como resultado, Se os planos de entrada e saída estão localizados dentro do mesmo meio, ou de modo que aconteça que os dois índices de refração sejam idênticos o determinante de M será simplesmente igual a 1.